# Bulak (Balong)
Bulak is een bestuurslaag in het regentschap Ponorogo van de provincie Oost-Java, Indonesië. Bulak telt 1002 inwoners (volkstelling 2010).